# Bobbi Morseová
Barbara "Bobbi" Morseová, také známá jako Mockingbird, je fiktivní postava, která se objevuje v komiksech společnosti Marvel Comics. Bobbi se poprvé objevila v Astonishing Tales #6 (1971) jako vedlejší postava. Brzy se ukáže, že je velmi trénovanou agentkou S.H.I.E.L.D.u, stejně jako doktorkou v biologii. Poprvé použila přezdívku "Mockingbird" ve hře Marvel Team-Up #95 (červenec 1980) a je členkou několika týmů Avengers.
Bobbi Morseová se objevila i v druhé a třetí sérii seriálu Agenti S.H.I.E.L.D., kde jí hrála Adrianne Palicki.

## Fiktivní biografie (seriál)
Barbara „Bobbi“ Morseová je jedna z nejlepších agentek S.H.I.E.L.D.u. Během povstání Hydry (ve filmu Captain America: Winter Soldier) byla na letadlové lodi, která převážela nebezpečný náklad, Monolit. Nick Fury jí dal rozkazy, aby při takovéto situaci okamžitě odpálila výbušniny na lodi a zničila tak náklad. Morseová tento příkaz ignorovala v rámci záchrany životů agentů. Monolitu se obávali Inhumani, pro které to mohl znamenat konec jejich druhu. Zároveň se do toho vpletl agent Coulson, který se těmito předměty a Inhumans zabýval.
Morseová byla jedna ze zakladatelů "skutečného S.H.I.E.L.D.u", který nesouhlasil s Coulsnovým fanatismem kolem mimozemských předmětů, a spolu s MacKenziem infiltrovali Coulsonovu základnu, aby zjistili co chystá. Později vtrhl na Coulsonovu základnu "skutečný S.H.I.E.L.D." v čele s Robertem Gonzalesem. Nakonec se oba S.H.I.E.L.D.y spojili, aby mohli odrazit útok Jiaying, velitelkou Inhumans. Vedení "skutečného S.H.I.E.L.D.u" souhlasilo, aby se stal Coulson ředitelem, ale vedení frakce S.H.I.E.L.D.u bude sloužit jako rada, pro usměrňování Coulsona.
Později unese Morseovou Grant Ward, který se spolu s agentkou 33 chce pomstít, že se Morseová zachránila na úkor agentky 33, když byla napadena Hydrou. Ward ji nejdříve mučí, ale poté se rozhodne, že počká než přijde S.H.I.E.L.D. a mezitím nastaví past, která má za úkol zastřelit exmanžela Morseové, Lance Huntera. Morseová, ale stihne dát své tělo do cesty kulce, která měla zabít Huntera. Následně odváží Hunter Morseovou na ošetřovnu, aby jí zachránil.
Po několika týdnovém odpočinku se Morseová vrátí zpět, aby mohla pomáhat týmu s misemi. To jí a Huntera zavede až do Ruska, kde se po incidentu, který téměř přerostl v atentát na předsedu vlády Olshenka, rozhodnou, že společně opustí S.H.I.E.L.D., aby tím ochránili Coulsona a jeho tým.